# Fritz Hesse (Mediziner)
Fritz (auch Friedrich Georg) Hesse (* 19. Juli 1897 in Leipzig; † 26. Dezember 1980 in Mainz) war ein deutscher Mediziner und ärztlicher Direktor. 
Hesse war ein Sohn des Zahnarztes Friedrich Louis Hesse. Seine erste Anstellung nach der Promotion hatte er ab 1924 bei Erwin Payr an der Chirurgischen Universitätsklinik in Leipzig. 1931 folgte die Habilitation noch in Leipzig, wo er mit Rudolf Schoen zusammenarbeitete. 1934 bis 1939 war Hesse als Chefarzt am Krankenhaus Bethanien in Schweidnitz tätig. Als Professor der Chirurgie in Saarbrücken leitete er anschließend die chirurgische Klinik des städtischen Krankenhauses in Saarbrücken. 
Ein Schwerpunkt seines medizinischen Interesses lag auf der Anästhesie, die damals noch nicht von Fachärzten durchgeführt wurde. Hesse gehörte 1953 zu den Gründungsmitgliedern der Deutschen Gesellschaft für Anaesthesie.
Hesse war der Onkel von Luz Long.

## Schriften
- (Zusammen mit Ludwig Lendle und Rudolf Schoen:) Allgemeinnarkose und örtliche Betäubung. Zusammenfassende Darstellung für die Praxis auf pharmakologischer und klinischer Grundlage. Barth, Leipzig 1934.
- Kleines Narkosebuch. Eine Anleitung zur Erlernung der Allgemeinnarkose für Schwestern und Heilgehilfen. 4. Aufl. Barth, Leipzig 1950.